# Laukžemė
Laukžemė − wieś na Litwie, w okręgu kłajpedzkim, w rejonie kretyngańskim, w gminie Darbėnai. W 2011 roku liczyła 315 mieszkańców.